# Proyección ortográfica

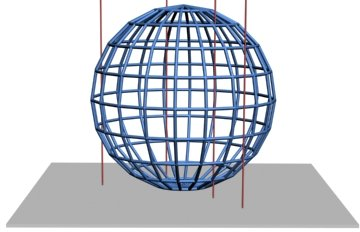
Esquema ilustrativo de una proyección azimutal ortográfica.

La proyección ortográfica es un sistema de representación gráfica que consiste en representar elementos geométricos o volúmenes en un plano mediante proyección ortogonal. Se obtiene de modo similar a la «sombra» generada por un «foco de luz» procedente de una fuente muy lejana. Su aspecto es el de una fotografía de la Tierra. Fue inventado por el español Juan de Rojas y Sarmiento en el siglo XVI. 
- La proyección polar se caracteriza porque todos los meridianos son líneas rectas y la distancia entre paralelos disminuye según nos alejamos del centro. La distancia entre paralelos o meridianos depende de la escala así que cuando disminuye la distancia disminuye la escala y cuando aumenta la distancia aumenta la escala.

- La proyección ecuatorial se caracteriza porque los paralelos son líneas rectas. También es una línea recta el meridiano central. A medida que nos alejamos del centro la escala disminuye. Los meridianos tienen forma de arco.

- La proyección oblicua también se caracteriza por que los paralelos y los meridianos se acercan a medida que se alejan del centro.